# 17 puntenakkoord
Het 17 puntenakkoord is een verdrag tussen gedelegeerden van dalai lama Tenzin Gyatso en de Chinese regering waarin de Chinese soevereiniteit over Tibet werd vastgelegd op 23 mei 1951. Het akkoord werd vanuit Tibetaanse zijde getekend door Ngabo Ngawang Jigme en enkele maanden later geratificeerd in Lhasa. Het 17 puntenakkoord heet voluit het Akkoord van de Centrale Volksregering en de regering van Tibet over de Maatregelen voor de Vreedzame Bevrijding van Tibet.

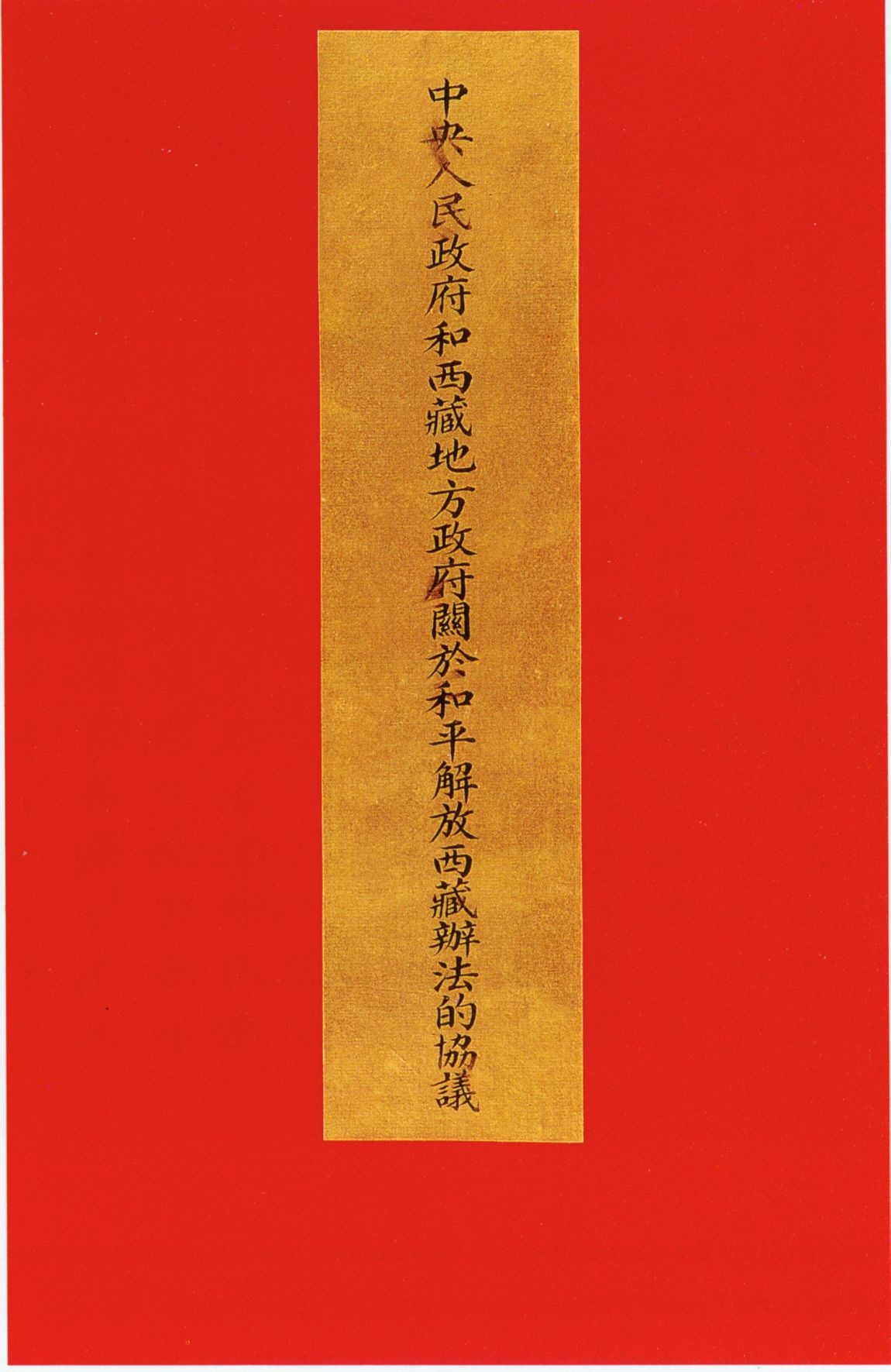
17 puntenakkoord
(Chinees)

De dalai lama zou daarna een telegram op 24 oktober hebben gestuurd met de tekst: "De lokale Tibetaanse regering, zowel als de geestelijke en seculiere bevolking, steunen deze overeenkomst unaniem en zullen onder het leiderschap van Voorzitter Mao en de Centrale Volksregering het Volksbevrijdingsleger in Tibet actief ondersteunen, om de nationale verdediging te versterken, de imperialistische invloeden uit Tibet te verdrijven en de vereniging van het grondgebied en de soevereiniteit van het moederland te beschermen.
Volgens de Tibetaanse regering in ballingschap hebben de Tibetanen en dalai lama het akkoord nooit geaccepteerd. Toen de dalai lama in 1959 aankwam in India, verwierp hij "het 17 puntenakkoord dat de Tibetaanse regering en bevolking was opgedrongen onder de dreiging van de wapens."
Volgens Woeser zou hoofd van de delegatie en gouverneur van Kham, Ngabo Ngawang Jigme, hebben verzwegen dat hij het zegel van Chamdo bij zich had in Peking, waarna het zegel van Tibet ter plekke werd nagemaakt en gebruikt voor de ondertekening. Bij terugkeer zou Ngabo de dalai lama hebben meegedeeld dat die het verdrag niet hoefde te erkennen en de weg om zich terug te trekken nog openlag.
In hetzelfde jaar als de ondertekening, in 1951 zei Mao Zedong: "Doe het uiterste om de Dalai Lama en de meerderheid van de bovenlaag mee te krijgen. Isoleer de minderheid van slechte elementen om de geleidelijke, geweldloze transformatie van de Tibetaanse economie en politiek."